# Bahia Open
Il Bahia Open è stato un torneo di tennis facente parte del Grand Prix giocato nel 1982 a Bahia in Brasile su campi in cemento.

## Albo d'oro

### Singolare
| Anno | Vincitore       | Finalista     | Punteggio |
| ---- | --------------- | ------------- | --------- |
| 1982 | Jaime Fillol    | Ricardo Acuña | 7–6, 6–4  |
| 1983 | Pedro Rebolledo | Julio Goes    | 6–3, 6–3  |

### Doppio
| Anno | Vincitori                   | Finalisti                | Punteggio       |
| ---- | --------------------------- | ------------------------ | --------------- |
| 1982 | Givaldo Barbosa João Soares | Thomaz Koch Jose Schmidt | 7–6, 2–1 ritiro |
| 1983 | Givaldo Barbosa João Soares | Ricardo Cano Thomaz Koch |                 |